# (37649) 1994 FC
(37649) 1994 FC là một tiểu hành tinh vành đai chính. Nó được phát hiện bởi Robert H. McNaught ở Đài thiên văn Siding Spring ở Coonabarabran, New South Wales, Australia, ngày 19 tháng 3 năm 1994.